# Tarciana Medeiros

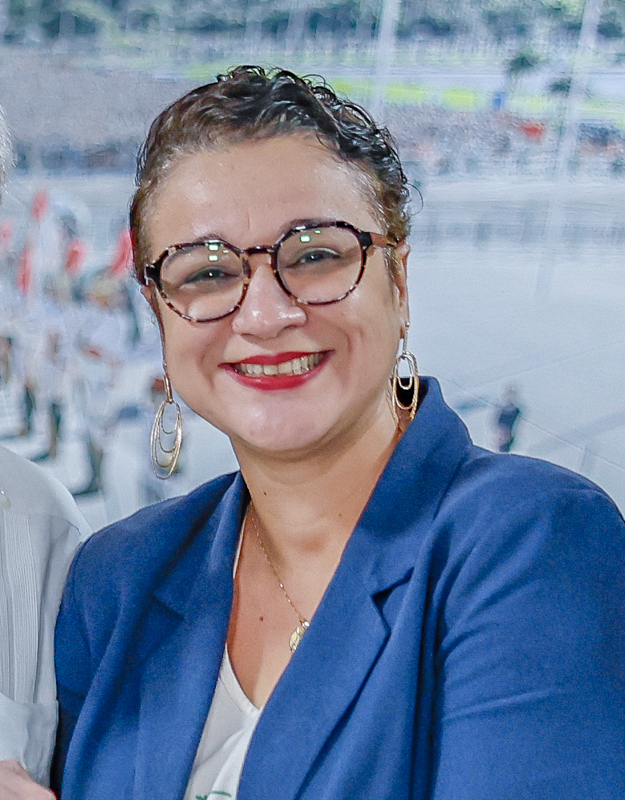
Tarciana Medeiros 2023

Tarciana Paula Gomes Medeiros (* 12. November 1978 in Campina Grande, Bundesstaat Paraíba, Brasilien) ist eine afrobrasilianische Ökonomin.
Sie ist seit 2023 die erste Frau an der Spitze der Staatsbank Banco do Brasil.

## Leben und Wirken
Ihren Eintritt in die Arbeitswelt hatte sie 1988, wo sie als Verkäuferin auf dem Markt ihrer Heimatstadt begann. 1998 war sie bereits als Lehrerin tätig, zu Brasiliens Staatsbank kam sie im Jahr 2000 und arbeitete sich von der kleinen Angestellten bis zur Chefin hoch.
Sie studierte Betriebswirtschaft und machte ein Postdiplom in Marketing, Führungskultur und Management.
Am 26. Januar 2023 ernannte sie Brasiliens Präsident Luiz Inácio Lula da Silva zur neuen Präsidentin der Banco do Brasil, der größten Staatsbank Lateinamerikas. In der rund über 200-jährigen Geschichte der Bank ist sie die erste Frau auf diesem Posten.
Bekannt ist sie auch als Verfechterin der Rechte queerer Menschen in Brasilien.
Im Jahr 2023 zählte das Wirtschaftsmagazin Forbes sie zu den 100 einflussreichsten Frauen weltweit.